# Fort Mohave, Arizona
Fort Mohave är en ort (CDP) i Mohave County, i delstaten Arizona, USA. Enligt United States Census Bureau har orten en folkmängd på 14 364 invånare (2010) och en landarea på 43,2 km².